# Пермська губернія
58°00′50″ пн. ш. 56°14′56″ сх. д. / 58.013888888889° пн. ш. 56.248888888889° сх. д.
Пе́рмська губе́рнія — адміністративна одиниця колишньої Російської імперії, що зхаодилася на північному сході європейської частини. Утворена з Пермського намісництва, скасованого в 1781. Проіснувала до 12 листопада 1923, коли увійшла до складу новоствореної Уральської області РРФСР.

## Адміністративний поділ
- Верхотурський повіт
- Єкатеринбурзький повіт
- Ірбітський повіт
- Камишловський повіт
- Красноуфимський повіт
- Кунгурський повіт
- Осінський повіт
- Оханський повіт
- Пермський повіт
- Солікамський повіт
- Чердинський повіт
- Шадрінський повіт